# Bulbophyllum tardeflorens
Bulbophyllum tardeflorens là một loài phong lan thuộc chi Bulbophyllum.